# 리지 (인류학자)

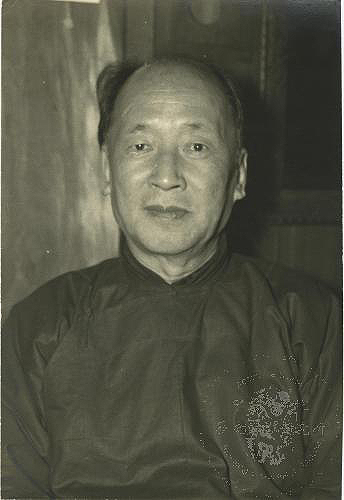
리지

리지(이제, 중국어 간체자: 李济, 정체자: 李濟, 1896년 7월 12일 ~ 1979년 8월 1일)는 중국의 인류학자, 고고학자이다.

## 이력
후베이성에서 태어났으며 1911년부터 1918년까지 베이징의 청화 대학에 재학했다. 미국 클라크 대학교로 유학한 이후에는 심리학, 사회학, 인구학 등을 전공했으며 1920년에는 하버드 대학교에 입학했다.
하버드 대학교에서는 어니스트 후턴(Earnest Hooton), 롤랜드 딕슨(Roland B. Dixon) 교수의 지도를 받았으며 1923년에는 《중국 민족의 형성》(The Formation of the Chinese People)이라는 제목의 인류학 논문을 통해 인류학 박사 학위를 취득했다.
1925년부터 청화 대학 국학연구원에서 강사로 재직했고 1929년에는 중앙연구원 역사언어연구소로 옮겼다. 1949년에 타이완으로 떠났으며 국립 타이완 대학 인류학 교수로 재직하였다.